# Ibidem

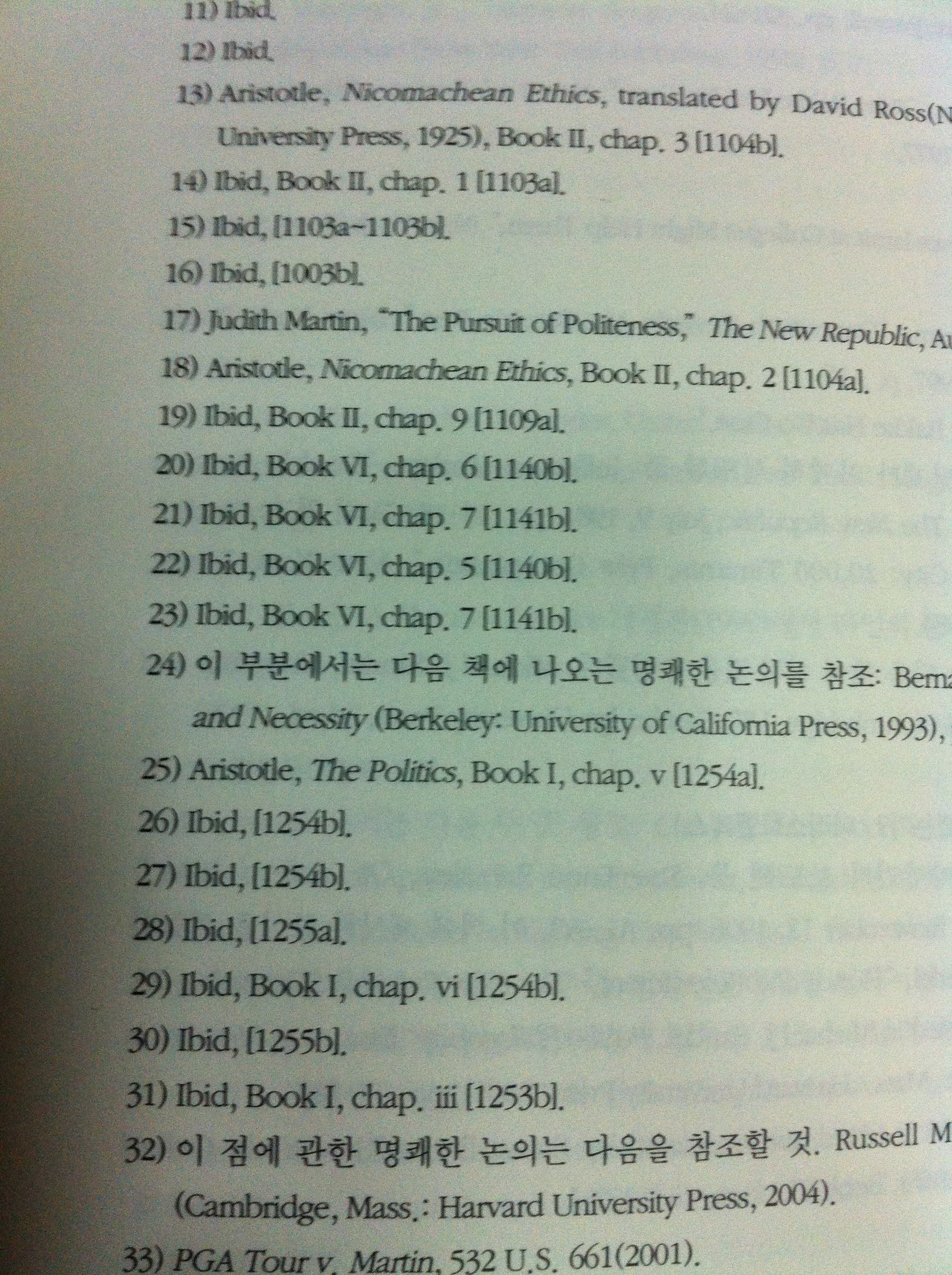
Przykład zastosowania skrótu Ibid w przypisach

Ibidem (łac. ibidem „tamże”, „w tym samym miejscu”; skracane do ibid., w pracach anglojęzycznych także ibid) – skrót używany w przypisach, cytatach lub tekstach źródłowych dla wskazania na ostatnio cytowaną pozycję. Inne znaczenie: „To pojęcie/zwrot jest również określone we wskazanym dokumencie”.
Dla znalezienia źródła „ibid.”, należy odszukać poprzednie cytowanie. Takie samo zastosowanie mają znaki „ditto” – 〃.
W przeciwieństwie do „op. cit.”, wyrażenia „ibidem” używa się zwykle odsyłając do tej samej strony cytowanego dzieła co poprzednio. Zwyczajowo oba te wyrażenia bądź skróty zapisuje się pismem prostym (antykwą), a nie pochyłym (kursywą).

## Przykład
67 C. Ciamaria, Łacina dla początkujących, Wydawnictwo Książka i S-ka, Logików 1997, s. 23.
68 Ibid.
Przypis nr 68 odsyła do tej samej książki i tej samej strony co przypis numer 67.